# 钙生鹅观草
钙生鹅观草（学名：Roegneria calcicola）为禾本科鹅观草属下的一个种。

## 扩展阅读
- 維基物種上的相關：钙生鹅观草